# Paragonimus westermani
Paragonimus westermani é um verme achatado, parasita do filo Platyhelminthes classe Trematoda. É endémico na Ásia.
Os caracóis do género Oncomelania os caranguejos de água doce e os suínos são essenciais no ciclo de vida deste parasita. A infecção por P. westermani é uma doença séria, denominada paragonimíase (que também pode ser causada por outras espécies do género Paragonimus), que afecta geralmente os pulmões, mas que pode afectar também o cérebro ou o abdômen.